# プリズムナイト
プリズムナイトは『プリズム・アーク』の関連番組として配信されているインターネットラジオ番組。

## 概要

### プリズムナイト
- 配信期間：2005年8月2日 - 2006年2月23日
- 配信日：隔週木曜日
- 配信サイト：公式サイト
- パーソナリティ：榊原ゆい（プリーシア役）、桃井はるこ（フィーリア役）

### プリズムナイトII
- 配信期間：2006年3月17日 - 2007年1月15日
- 配信日：毎月第2金曜日
- 配信サイト：公式サイト
- パーソナリティ：榊原ゆい（プリーシア役）、こやまきみこ（リッテ役）

### プリズムナイト・プリンセス
- 配信期間：2007年9月7日 - 2008年1月25日
- 配信日：隔週金曜日
- 配信サイト：メディファクラジオ
- パーソナリティ：榊原ゆい（プリーシア役）、こやまきみこ（リッテ役）

### プリズムナイトIII
- 配信期間：2008年2月29日 - 8月1日
- 配信日：隔週金曜日
- 配信サイト：公式サイト
- パーソナリティ：榊原ゆい（プリーシア役）、こやまきみこ（リッテ役）
- 前半と後半の2つに分けて更新。前半はパーソナリティ2人のトークを展開、後半は『プリズム・アーク』にちなんだゲストを迎える。

## コーナー

### プリズム・ナイト
プリズムナイト一刀両断
リスナーの悩みをプリーシアが一刀両断する。
テーマソングへの道
プリズムナイトのテーマソングの歌詞を募集し、リスナーと共にテーマソングを作りあげる。

### プリズムナイトII
ピックアップトーク
テーマを決めてパーソナリティの2人がトークをする。
プリズムキャッチ
プリズム・アークの面白い所や世界観などをキャッチコピーにしていく。
リッテ先生の作文教室
いつどこゲームと感じで「誰が」、「いつ」、「どこで」の文は予め決められており、リスナーには「何をした」の部分を考えて貰い、組合した文章をこやまきみこが採点する。
プリズムアンサー
プリズム・アークに関する質問を募集しその質問に答えていく。

### プリズムナイト・プリンセス
プリズムナイト・プリンセス検定
番組が出すお題にリスナーに答えてもらうコーナー。
リッテ先生の廊下に立ってなさい！
リッテ先生が怒りそうな内容のメールを募集し、リッテ先生にお叱りを受けるコーナー。
教えて！プリーシア、教えて！リッテ
プリーシアとリッテに関する質問を募集し、中の人であるパーソナリティの2人がキャラになりきって答えていく。
叫んでプリーシア！叫んでリッテ！
プリーシアとリッテに言ってもいたい台詞を募集し、パーソナリティの2人が面白いものを選び、それを元にした1コマ漫画を榊原ゆいが描きメガミマガジンに掲載される。

### プリズムナイトIII
プリズムトーク
色にちなんだテーマで語り合うコーナー。
ナイト検定
自分の中で「騎士っぽい！」と思う行いを募集し、パーソナリティの2人が判定する。

## ゲスト

### プリズム・ナイト
- 第14回：こやまきみこ（リッテ 役）
- 第15回：水橋かおり（フェル 役）
- 第16回：生天目仁美（神楽 役）

### プリズムナイト・プリンセス
- 第3回：岡野浩介（キザーロフ 役）

### プリズムナイトIII
※出演はすべて後半パート
- 第1回：阿澄佳奈（ブリジット 役）
- 第2回：門脇舞以（ルーア 役）
- 第3回：生天目仁美（神楽 役）
- 第4回：松井菜桜子（壬生華鈴 役）
- 第5回：水橋かおり（フェル 役）
- 第6回：浅川悠（シスター・ヘル 役）
- CD特別編：桃井はるこ（フィーリア 役）
- CD特別編：岡野浩介（キザーロフ 役）

## 関連CD

### プリズム・ナイト
※全てHOBiRECORDSから販売されている。
- PRISM ARK スペシャルサウンドパッケージ・RED（2005年8月26日発売）
  - 第1回 - 第2回が収録されている。
- PRISM ARK スペシャルサウンドパッケージ・ORANGE（2005年9月30日発売）
  - 第3回 - 第4回が収録されている。
- PRISM ARK スペシャルサウンドパッケージ・YELLOW（2005年10月28日発売）
  - 第5回 - 第6回が収録されている。
- PRISM ARK スペシャルサウンドパッケージ・GREEN（2006年2月10日発売）
  - 第7回 - 第10回が収録されている。
- PRISM ARK スペシャルサウンドパッケージ・BLUE（2006年9月26日発売）
  - 第11回 - 第16回が収録されている。

### プリズムナイトII
※全てイベント限定販売
- ラジオCD ぱじゃまラジオ プリズムナイトII 第1夜〜第4夜
- ラジオCD ぱじゃまラジオ プリズムナイトII 第5夜〜第8夜
- ラジオCD ぱじゃまラジオ プリズムナイトII 第9夜〜第11夜

### プリズムナイトIII
- ぱじゃまラジオ プリズムナイトIII（ドライ）（2008年9月26日）
  - 第1幕～第6幕の「前編」「後編」の放送を全話完全収録。「桃井はるこ」「岡野浩介」をゲストに呼んだ特別編も新たに収録。

### プリズムナイト・プリンセス
- PRISM ARK SoundTracks With PRISMNIGHT PRINCESS（2008年2月27日）